# WV22
A WV22, no Vale dos Reis em Egito, é a tumba do faraó Amenófis III do período Império Novo. Esta tumba é a única que contém duas câmaras secundárias para as duas esposas do faraó, Tiy e Sitamon, e é possível que inicialmente elas tenham sido lá sepultadas.
A arquitetura e decoração da tumba é típica das do mesmo período, entretanto, a decoração desta é de qualidade muito mais fina. Aparentemente a tumba foi iniciada por Tutemés IV, baseando-se em objetos com seu nome encontrados na tumba, mas decorada e terminada por Amenófis III.
A tumba foi oficialmente descoberta por Prosper Jollois, Devilliers du Terrage e Réné Édouard engenheiros da Campanha do Egito das forças de Napoleão em agosto de 1799, mas sabe-se agora que a tumba já era conhecida por William George Browne antes desta época. Imagens da cabeça do faraó podem ser vistas hoje no Museu do Louvre.
O sarcófago da tumba foi removido ainda na Antiguidade e não se sabe o que aconteceu com ele desde então.